# 羅楷
羅楷（？年—？年），字端侯。四川省成都府漢州（今四川省德陽市廣漢市）人，清朝文學家。

## 生平
自幼勤學，讀書晝夜不停，父母憐惜其勞累，把書籍取走藏匿，羅楷為避免被發現夜讀，就用臥席裹身，置燈其中而默讀。
乾隆三十六年（1771年）辛卯鄉試舉人。
乾隆四十五年（1780年）庚子恩科第三甲第四十六名同進士出身。
羅楷文章條理明確，用詞精粹，辯詰清晰，足以式靡。